# Wolf Albach-Retty
Wolf Albach-Retty (Bécs, 1906. május 28. – Bécs, 1967. február 21.) osztrák színész.

## Életpályája
Szülei: Karl Walter Albach (1870–1952) és Rosa Albach-Retty (1874–1980) színésznő volt. Zenét és színészetet tanult. 1926–1932 között a Burgtheater tagja volt. Az első némafilmes szerepét 1927-ben kapta meg. 1933-ban az SS tagja volt. 1940-ben a náci párthoz csatlakozott.
Filmezni még a néma korszakban kezdet, majd német nyelvterületen az 1930-as évek legnépszerűbb sztárjainak egyike volt. Általában vígjátékok szerelmes hősét alakította.

## Magánélete
1937-ben házasságot kötött Magda Schneider (1909–1996) színésznővel. Két gyermekük született: Romy Schneider (1938–1982) színésznő és Wold-Dieter (1941). 1946-ban elváltak. Második felesége Trude Marlen (1912–2005) színésznő volt, akivel 1947-től haláláig élt.

## Filmjei
- A durva ing (1927)
- A titokteljes tükör (1927)
- Májusi szerelem (1928)
- A hálókocsik tolvaja (1929)
- A szép kaland (1932)
- A fekete huszár (1932)
- Ámor pórázon (1933)
- A nagyvilági nő (1934)
- Mesél a bécsi erdő (1934)
- Szilvia és a sofőrje (1935)
- Tavaszi parádé (1935)
- Zsákbamacska (1935)
- Randevú Bécsben (1936)
- Babatündér (1936)
- Tavaszi levegő (1938)
- Hotel Sacher (1939)
- Veronika, hogy tehetted? (1940)
- Bécsi víg asszonyok (1940)
- 7 évig nem lesz szerencsém (1940)
- Tánc a császárral (1941)
- Hét év boldogság (1942)
- A kék álarc (1942)
- A fehér álom (1942)
- Két boldog ember (1943)
- Kaland a Grand Hotelben (1943)
- Mint egy tolvaj az éjszakában (1944; bemutató: 1950)
- Veszélyes vendégek (1949)
- Ketten egy ruhában (1950)
- A vágyakozás hangja (1956)
- Hubertus-vadászat (1959)
- József úr utolsó szerelme (1959)
- Asszonyok az ördög kezében (1960)
- Magas fenyők (1960)
- A nagy kűr (1964)

## Díjai
- Bambi-díj 3. hely (1948)